# Бутырская, Мария Викторовна
Мария Викторовна Буты́рская (р. 28 июня 1972, Москва) — российская фигуристка, заслуженный мастер спорта, первая российская чемпионка мира в женском одиночном катании, трёхкратная чемпионка Европы, шестикратная чемпионка России. В настоящее время — тренер по фигурному катанию.

## Биография
Встала на коньки в возрасте пяти лет. Первое время занималась в спортивном клубе «Вымпел» Ленинградского района  г. Москвы.
Первый тренер считала её очень талантливым и трудолюбивым ребёнком, была лучшей в группе, побеждала на всех детских соревнованиях. Через несколько лет тренер ушла в декрет и Мария попала в группу к другому тренеру, с которым отношения не сложились. По признанию, он гнобил её и убеждал в том, что она бездарность, в итоге объявил её бесперспективной и настоял, чтобы её исключили из школы фигурного катания ЦСКА. Не каталась несколько месяцев, потеряла веру в себя и набрала лишний вес. Когда первая наставница узнала об этом, убедила любимую ученицу продолжить кататься, и устроила в группу Владимира Ковалёва. В 1991 году перешла к известному тренеру Виктору Кудрявцеву. Отмечает, что прекрасной техникой катания и выполнения прыжков она была обязана Виктору Николаевичу. Но добиться успеха помогло сотрудничество со знаменитым советским тренером Еленой Чайковской. Считает, что именно Елена Анатольевна помогла ей обрести уверенность в себе и поверить, что она может стать чемпионкой мира и Европы и найти свой индивидуальный «балетный» стиль. Программы Марии также отличались частым использованием классической музыки.
На чемпионате мира 1999 года завоевала золотую медаль, сделав заключительный аккорд триумфа России на этом соревновании (четыре золотые медали из четырёх) и став первой чемпионкой мира в истории отечественного женского одиночного фигурного катания. В этом же сезоне Бутырская стала второй в финале Гран-при 1998—1999, её опередила Татьяна Малинина из Узбекистана.
Завершила спортивную карьеру в 2003 году. В ледовых шоу выступала мало — уверяет, что никогда не любила выступать в показательных программах, заканчивающих соревнования, она всегда любила именно соревноваться. С тех пор работает тренером, в основном с маленькими детьми.
В 2003 году в составе команды звёзд спорта приняла участие в телепередаче «Сто к одному» (выпуск на телеканале «Россия» от 21 декабря 2003 года).

## Личная жизнь
Первый муж (гражданский) — Сергей Стерлягов, предприниматель, убит.
Второй муж (с 11 августа 2006 года) — Вадим Владимирович Хомицкий (род. 1982), российский хоккеист, защитник.
- Сын — Владислав (род. 2007)[5];
- Дочь — Александра (род. 2009)[5];
- Сын — Гордей (род. 2017)[5].

## Спортивные достижения
| Соревнование/сезон      | 1990—91 | 1991—92 | 1992—93 | 1993—94 | 1994—95 | 1995—96 | 1996—97 | 1997—98 | 1998—99 | 1999—00 | 2000—01 | 2001—02 |
| Зимняя Олимпиада        |         |         |         |         |         |         |         | 4       |         |         |         | 6       |
| Чемпионат мира          |         |         | 29      |         |         | 4       | 5       | 3       | 1       | 3       | 4       | WD      |
| Чемпионат Европы        |         |         | 5       | 4       | 7       | 3       | 4       | 1       | 1       | 2       | 2       | 1       |
| Чемпионат России и СССР | 6       | 3       | 1       | 2       | 1       | 1       | 1       | 1       | 1       | 2       | 3       | 2       |
| Финалы Гран-при         |         |         |         |         |         | 7       | 4       | 3       | 2       | 3       | 4       | 4       |
| Skate America           |         |         |         |         |         |         | 10      |         | 1       |         |         |         |
| Skate Canada            |         |         |         |         |         |         |         | 2       |         |         |         |         |
| Кубок Спаркассена       |         |         |         |         |         | 2       |         |         |         | 1       | 1       | 1       |
| Trophee Lalique         |         |         |         |         |         |         | 2       |         | 1       | 1       | 1       | 1       |
| NHK Trophy              |         |         | 5       |         |         | 5       | 1       | 2       |         | 1       | 2       |         |